# Elezioni parlamentari in Grecia del 1996
Le elezioni parlamentari in Grecia del 1996 si tennero il 22 settembre per il rinnovo del Parlamento ellenico. Esse videro la vittoria del Movimento Socialista Panellenico di Costas Simitis, che divenne Primo ministro.

## Risultati
| Liste                                                               | Voti      | %     | Seggi |
| ------------------------------------------------------------------- | --------- | ----- | ----- |
| Movimento Socialista Panellenico                                    | 2 814 779 | 41,49 | 162   |
| Nuova Democrazia                                                    | 2 586 089 | 38,12 | 108   |
| Partito Comunista di Grecia                                         | 380 046   | 5,60  | 11    |
| Synaspismós                                                         | 347 236   | 5,12  | 10    |
| Movimento Sociale Democratico                                       | 300 954   | 4,44  | 9     |
| Primavera Politica                                                  | 199 686   | 2,94  | –     |
| Unione dei Centristi                                                | 48 659    | 0,72  | –     |
| Unione degli Ecologisti                                             | 19 931    | 0,29  | –     |
| Partito dei Cacciatori Greci                                        | 17 472    | 0,26  | –     |
| Unione Politica Nazionale                                           | 16 495    | 0,24  | –     |
| Partito dell'Ellenismo                                              | 12 216    | 0,18  | –     |
| Sinistra Combattente                                                | 10 416    | 0,15  | –     |
| Ecologisti Alternativi                                              | 5 708     | 0,08  | –     |
| Alba Dorata                                                         | 4 537     | 0,07  | –     |
| Ecologisti di Grecia - K. Papanikolas - Rinascita                   | 4 138     | 0,06  | –     |
| Partito Comunista Marxista-Leninista di Grecia                      | 4 019     | 0,06  | –     |
| Organizzazione per la Ricostruzione del Partito Comunista di Grecia | 3 534     | 0,05  | –     |
| Indipendenti                                                        | 611       | 0,01  | –     |
| Altri <0,05%                                                        | 6 919     | 0,10  | –     |
| Totale                                                              | 6 783 445 | 100   | 300   |

| Riepilogo dei voti (+/- elezioni 1993)  | Riepilogo dei voti (+/- elezioni 1993) | Riepilogo dei voti (+/- elezioni 1993) | Riepilogo dei voti (+/- elezioni 1993) | Riepilogo dei voti (+/- elezioni 1993) | Riepilogo dei voti (+/- elezioni 1993) | Riepilogo dei voti (+/- elezioni 1993) |
| --------------------------------------- | -------------------------------------- | -------------------------------------- | -------------------------------------- | -------------------------------------- | -------------------------------------- | -------------------------------------- |
| Movimento Socialista Panellenico        | Movimento Socialista Panellenico       | Movimento Socialista Panellenico       |                                        |                                        | 41,49%                                 | ▼ 5,39                                 |
| Nuova Democrazia                        | Nuova Democrazia                       | Nuova Democrazia                       |                                        |                                        | 38,12%                                 | ▼ 1,18                                 |
| Partito Comunista di Grecia             | Partito Comunista di Grecia            | Partito Comunista di Grecia            |                                        |                                        | 5,60%                                  | ▲ 1,07                                 |
| Synaspismós                             | Synaspismós                            | Synaspismós                            |                                        |                                        | 5,12%                                  | ▲ 2,18                                 |
| Movimento Sociale Democratico           | Movimento Sociale Democratico          | Movimento Sociale Democratico          |                                        |                                        | 4,44%                                  | ▲ 4,43                                 |
| Primavera Politica                      | Primavera Politica                     | Primavera Politica                     |                                        |                                        | 2,94%                                  | ▼ 1,93                                 |
| Altri <1,00%                            | Altri <1,00%                           | Altri <1,00%                           |                                        |                                        | 2,28%                                  | ▲ 0,81                                 |
| Riepilogo dei seggi (+/- elezioni 1993) |                                        |                                        |                                        |                                        |                                        |                                        |
|                                         |                                        |                                        |                                        |                                        |                                        |                                        |
| KKE                                     | 11                                     | ▲ 2                                    |                                        | Synaspismós                            | 10                                     | ▲ 10                                   |
| PASOK                                   | 162                                    | ▼ 8                                    |                                        | DIKKI                                  | 9                                      | ▲ 9                                    |
| ND                                      | 108                                    | ▼ 3                                    |                                        | POLAN                                  | 0                                      | ▼ 10                                   |